# فریدون آدمیت
فریدون آدمیت (۱ مرداد ۱۲۹۹ – ۱۰ فروردین ۱۳۸۷) نویسنده، تاریخ‌نگار و همچنین از مقامات عالی‌رتبه وزارت امور خارجه ایران در زمان پهلوی دوم بود. آثار وی عمدتاً دربارهٔ تاریخ مشروطیت و شخصیت‌های مرتبط با آن است. روش او در تاریخ‌نگاری به گفتهٔ خودش، تاریخ‌نگاری تحلیلی-انتقادی بود.

## زندگی
فریدون آدمیت، فرزند عباسقلی خان قزوینی در سال ۱۲۹۹ خورشیدی در تهران متولد شد.

### تحصیلات
آدمیت بعد از تحصیلات ابتدایی به دارالفنون رفت و تا کلاس پنجم در آنجا ادامه تحصیل داد و در سال ۱۳۱۸ کلاس پنجم متوسطه را به اتمام رساند و سه ماه بعد امتحان نهایی را پشت سر گذاشت. او در سال ۱۳۱۸ به خدمت وزارت پست و تلگراف درآمد و سال بعد به وزارت خارجه رفت. پس از آن به دانشکدهٔ حقوق و علوم سیاسی دانشگاه تهران راه یافت و در سال ۱۳۲۱ فارغ‌التحصیل شد. وی پایان‌نامه‌اش را دربارهٔ زندگی و اقدامات سیاسی امیرکبیر نوشت که دو سال بعد (سال ۱۳۲۳) با عنوان «امیرکبیر و ایران» با مقدمهٔ استادش محمود محمود به چاپ رسید.
فریدون آدمیت بعدها در سال ۱۳۳۰ برای مأموریتی پنج‌ساله به سفارت ایران در لندن اعزام شد و در همین فرصت به تحصیل پرداخت و در ۱۳۳۸ در رشته تاریخ دیپلماسی و حقوق بین‌الملل از دانشگاه لندن، دکترا گرفت. رساله دکتری او روابط دیپلماتیک ایران با انگلیس، روسیه و ترکیه عثمانی ۱۸۳۰–۱۸۱۵ بود.

### استخدام در وزارت خارجه
آدمیت در سال ۱۳۱۹ به استخدام وزارت امور خارجه درآمد تا ضمن کار، تحصیلات خود در خارج از کشور را تکمیل کند. وی در این وزارت‌خانه، مسئولیّت‌هایی از جمله:
- دبیر دوم سفارت ایران در لندن (نخستین فعّالیت اداری-اجرایی او)
- معاونت ادارهٔ اطلاعات و مطبوعات
- معاونت ادارهٔ کارگزینی
- دبیر اوّل نمایندگی دائمی ایران در سازمان ملل متحد
- رایزن سفارت ایران در سازمان ملل
- نمایندهٔ ایران در کمیسیون وابسته به شورای اقتصادی و اجتماعی ملل متحد
- نمایندهٔ ایران در کمیسیون حقوقی تعریف تعرّض
- مخبر کمیسیون امور حقوقی در مجمع عمومی نهم سازمان ملل
- نمایندهٔ ایران در کنفرانس ممالک آسیایی و آفریقایی در باندونگ
- مدیر کل سیاسی وزارت خارجه
- مشاور عالی وزارت امور خارجه
- معاون وزارت امور خارجه
- سفیر ایران در لاهه بین سال‌های ۱۳۴۰ تا ۱۳۴۲
- سفیر ایران در فیلیپین
- سفیر ایران در هند (حدوداً ۲ سال)

او حدود بیست سال مقام داور بین‌الملل را در دیوان حکمیت لاهه داشت. آدمیت در کنار انجام مأموریت اداری در بریتانیا، وارد مدرسه اقتصاد لندن شد و پس از پنج سال تحصیل در رشتهٔ تاریخ و فلسفهٔ سیاسی در سال ۱۹۵۱ به درجهٔ دکتری دست یافت.
آدمیت در سال ۱۳۳۰ به عنوان جوان‌ترین سفیر ایران در سازمان ملل معرفی شد. وی در سال ۱۳۵۷ که برخی نویسندگان برای بار دوم کانون نویسندگان را به منزله یک کانون صنفی راه انداختند ریاست نخستین جلسه عمومی کانون را برعهده گرفت ولی چندی بعد از آن کناره‌گیری کرد.

### درگذشت

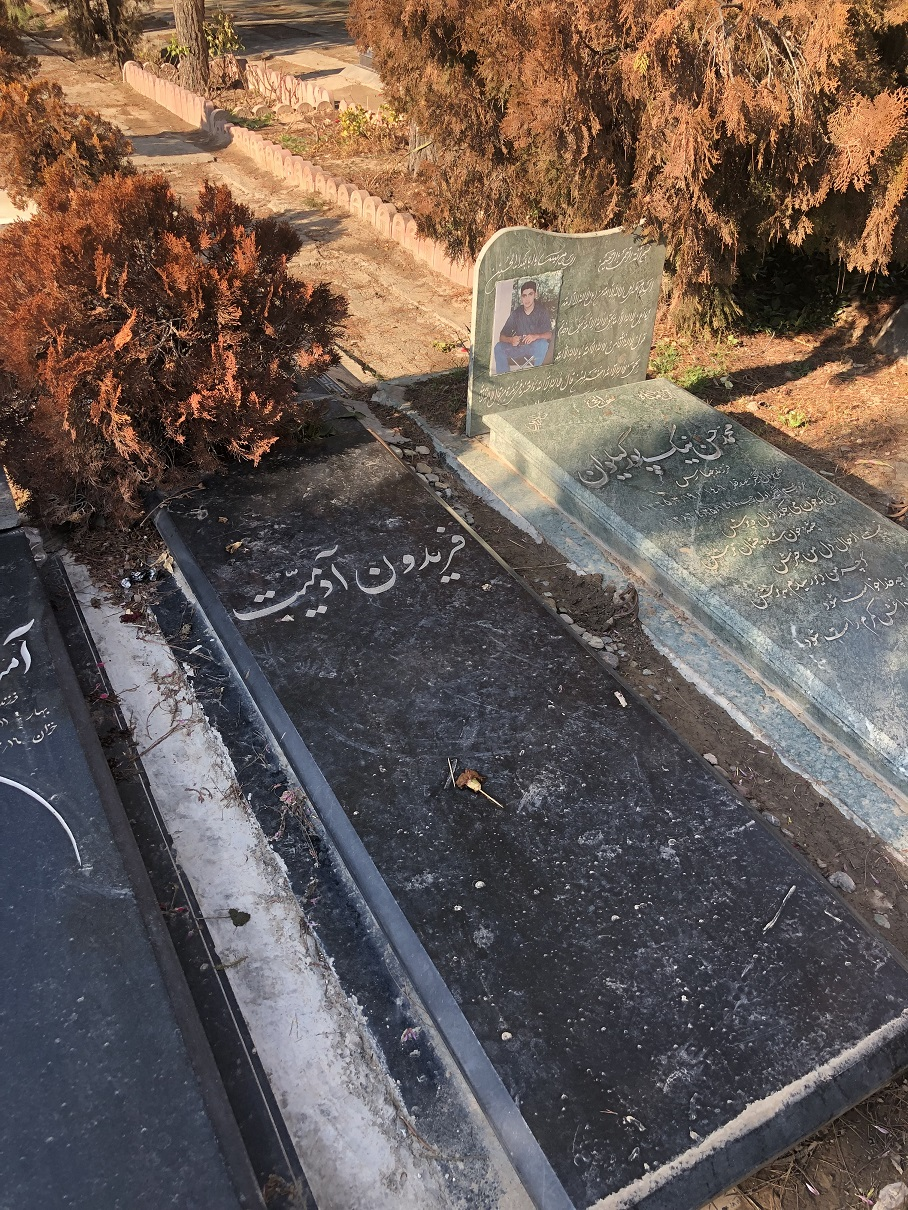
مزار فریدون آدمیت در بهشت زهرا

آدمیت برای مدتی از بیماری آمفیزم رنج می‌برد. وی بر اثر شدت یافتن بیماری گوارشی و تنفسی که مدت‌ها به آن ابتلا داشت از چند هفته قبل از مرگ در بیمارستان تهران کلینیک بستری بود و در بعدازظهر دهم فروردین سال ۱۳۸۷ در ۸۸ سالگی در این بیمارستان درگذشت. وی در مقبره خانوادگی در بهشت زهرای تهران دفن شد.
هما ناطق نوشته است که فریدون آدمیت مدت کوتاهی قبل از مرگ توسط دوستی به انگلستان دعوت شد. اما همینکه پای او به لندن رسید، دولت انگلیس پاسپورت و اسناد او را ضبط کرد. فریدون از جان گرنی استاد ایرانشناسی یاری خواست. گرنی هر روز وعدهٔ سرخرمن داد که فلان روز پاسپورت را پس خواهند داد، که هرگز ندادند. فریدون سرگشته و سرگردان در لندن ماند. من همه روزه با او در تماس تلفنی بودم. تا اینکه پس از دو سه هفته بعد زنگ زد و گفت: «گرفتار برونشیت شده‌ام». رفته رفته این برونشیت تبدیل به «آمفیزم» شد. تا اینکه از ایران عطاالله مهاجرانی دستور داد فریدون را بدون پاسپورت و بدون بلیط سوار هواپیما کنند و به ایران برگردانند.

## انتقادات
آدمیت مخالفانی از طیف مذهبی و غیرمذهبی دارد. برخی از نیروهای غیرمذهبی ایران به خاطر توجه او به نقش روحانیون در جنبش مشروطه و برخی از مذهبی‌ها هم به خاطر توجه او به نیروهای غیرمذهبی و روشنفکران غیرمذهبی. همچنین برخی از اقلیت‌های مذهبی چون بهاییان به خاطر دیدگاه‌های او دربارهٔ بهاءالله منتقد او هستند و برخی از چپ‌ها به دلیل مواضع او، به او انتقاد دارند.
هوشنگ شهابی نمونه‌هایی از نگرش آدمیت را نسبت به بهائیان و یهودیان ارائه کرده است. او می‌گوید نتیجه ملی‌گرایی شدید آدمیت باعث می‌شود او تمام اقلیت‌های مذهبی غیر از زرتشتیان را با قدرت‌های خارجی مرتبط بداند. شهابی موارد متعددی را نشان داده است که آدمیت منابع اولیه را به گونه‌ای تحریف کرده که با توطئه‌باوری خود سازگار باشد. سوءظن آدمیت به یهودیان و بهائیان، در ارزیابی او از سایر مورخان هم بازتاب می‌یابد. او در پاراگراف ابتدایی کتاب‌شناسیِ اثرِ خود دربارهٔ امتیاز تجارت توتون و تنباکو ۲–۱۸۹۰، نوشته‌های تعدادی از محققان یهودی را بی‌ارزش دانسته و رد می‌کند. یکی از این پژوهشگران نیکی کدی است که به گفته آدمیت «با کمک هزینهٔ سازمانی یهودی به مطالعهٔ سید جمال‌الدین اسدآبادی (همان افغانی) پرداخت و رساله‌ای دربارهٔ قیام تنباکو نوشت». در جایی دیگر اعلام می‌کند که یهودی بودن کدی باعث شد تا او دربارهٔ نقش علمای شیعه در انقلاب مشروطه ۹–۱۹۰۵ مبالغه کند. وی همچنین فیروز کاظم‌زاده، مورّخی که از قضا بهائی نیز هست، را به «عداوت مفرط» نسبت به ایران و ایرانیان متهم می‌کند و این احساسات را ناشی از تعلقات دینی او می‌داند. در واقع، کاظم‌زاده در اوایل دههٔ ۱۹۵۰ به علت مذهبش از تدریس در ایران محروم شد، و پس از آن تصدی کرسی تاریخ روسیه را در دانشگاه یِیل بر عهده گرفت.
عباس امانت، استاد تاریخ و مطالعات بین‌المللی و صاحب کرسی مطالعات خاورمیانه در دانشگاه ییل، معتقد است که احمد کسروی و متفکران سکولار نسلهای بعد از او مانند جلال آل احمد و فریدون آدمیت اغلب تحتِ پوشش تجدّد خواهی عُرفی دست به ایجاد نفرت نسبت به گروه‌های دینی تجدّد خواه و ناسازگار با جریان اصلی مذهب به‌خصوص بهائیان می‌زدند. آنها با بی‌اعتمادی به هر جنبش تجّددخواه دینی که ارزشهای اسلام و خاتمیت آن را زیر سؤال می‌برد می‌نگریستند. نگرش آنها با عدم تحمل تکثرگرایی دینی، علاقه‌مندی وافر و شرم آور به نظریات توطئه و اتهامات خیانت و بی‌وطنی علیه بهائیان همراه بود. آنها در موارد اذیت و آزار، خشونت و کشتار وحشیانه بابیان و بهاییان سکوت اختیار می‌کردند.
عباس امانت همچنین کارهای آدمیت را در رابطه با تاریخ جنبش بابی در کتاب «امیر کبیر و ایران» دارای اشکال می‌داند. در مقدمه کتاب، آدمیت وعده می‌دهد که روشی تحلیلی و بدور از تعصب پیش خواهد گرفت و مدعی می‌شود تحلیلهای تاریخی او واقع‌گرایانه و منطقی هستند. امانت معتقد است که او این ارزشها را به هیچ وجه رعایت نمی‌کند. امانت فصل «داستان باب» از کتاب «امیر کبیر و ایران» را دارای خطاهای واضح تاریخی که از بی‌دقتی در متدولوژی و اطلاعات ناکافی آدمیت نشئت می‌گیرد می‌داند و زبان آدمیت در توصیف تاریخ و عقاید آئین بابی را با ذکر چند نمونه، بسیار جدلی و توهین‌آمیز توصیف می‌کند. به عنوان مثال آدمیت در این کتاب آئین بابی را با فعالیت‌های یک جاسوس انگلیسی به نام آرتور کانلی مرتبط می‌داند، و مدعی می‌شود که ملاحسین بشرویه‌ای، اولین پیرو باب، جاسوس انگلیس و در ارتباط با کانلی بوده و برای منافع انگلستان باب را وادار به ادعای پیامبری کرده است. آدمیت منبع خود را، بدون ذکر صفحه، خاطرات کانلی («سفر زمینی از انگلستان به شمال هندوستان از طریق روسیه، ایران و افغانستان») ذکر می‌کند. بعدها با اعتراض مجتبی مینوی، مبنی بر اینکه کانلی در خاطرات خود هیچ اشاره‌ای به باب و بابیان نکرده است، آدمیت مجبور می‌شود اعتراف کند که ادعای او جعلی است. وی مطالب ساختگی را در چاپ‌های بعدی کتاب حذف می‌کند.
در همین راستا امانت دربارهٔ روش تاریخ‌نگاری آدمیت می‌گوید: «آدمیت تصویری مشوش از مکتب نوین و به اصطلاح مترقی تاریخ‌نگاری ایران به نمایش می‌گذارد، مکتبی که خود او از پیشگامان آن است».
به ادعای عبدالله شهبازی، آدمیت آرامش دوستدار را به دلیل اینکه بهاءالله را در زمرهٔ پیامبران بزرگ الهی از جمله موسی، عیسی، زرتشت و محمد می‌آورد، شارلاتانی می‌خواند که می‌خواهد مردم را تحمیق کند.

## آثار
بیشتر آثار آدمیت دورهٔ زمانی میان جنبش تنباکو (۱۲۶۹ ه‍.ش) تا استبداد صغیر (۱۲۹۰ ه‍.ش) را شامل می‌شود.
- امیر کبیر و ایران، ۱۳۲۳٫۲۴، انتشارات خوارزمی
- جزایر بحرین: تحقیق در تاریخ دیپلماسی و حقوق بین‌الملل" به زبان انگلیسی در نیویورک/ ترجمه فارسی از: علیرضا پلاسید، نشر گستره، ۱۳۹۴
- فکرِ آزادی و مقدمه نهضت مشروطیت ایران، ۱۳۴۰
- اندیشه‌های طالبوف تبریزی، ۱۳۴۶؛ چاپ دوم، انتشارات دماوند، ۱۳۶۳.
- اندیشه‌های میرزا فتحعلی آخوندزاده، ۱۳۴۹، انتشارات خوارزمی
- اندیشهٔ ترقی و حکومت قانون (عصر سپهسالار)، ۱۳۵۱، انتشارات خوارزمی
- مقالات تاریخی، ۱۳۵۲
- فکر دموکراسی اجتماعی در نهضت مشروطیت ایران، ۱۳۵۴، انتشارات پیام
- ایدئولوژی نهضت مشروطیت ایران، جلد یک ۱۳۵۵ و جلد دو ۱۳۷۰، انتشارات روشنگران
- افکار سیاسی و اجتماعی اقتصادی در آثار منتشر نشدهٔ دوران قاجار، ۱۳۵۶ با همکاری هما ناطق
- اندیشه‌های میرزا آقاخان کرمانی، ۱۳۵۷
- انحطاط تاریخ‌نگاری در ایران
- شورش بر امتیازنامهٔ رژی، ۱۳۶۰
- آشفتگی در فکر تاریخی، ۱۳۶۰
- مجلس اول و بحران آزادی، ۱۳۷۰
- تاریخِ فکر از سومر تا یونان و روم - ۱۳۷۵
- ایران و همسایگانش: روابط دیپلماتیک ایران با بریتانیا و ترکیه و روسیه ۱۸۳۰–۱۸۱۵، پایان‌نامه دکتری دانشگاه لندن ۱۳۲۸، نشر نو ۱۴۰۲